# Ilmer
Ilmer – wieś w Anglii, w hrabstwie Buckinghamshire, w dystrykcie (unitary authority) Buckinghamshire. Leży 59 km na północny zachód od centrum Londynu.